# Dekanat Krosno III
Dekanat Krosno III – dekanat wchodzący w skład archidiecezji przemyskiej, w archiprezbiteracie krośnieńskim.

## Historia
W 1983 roku dekretem bpa Ignacego Tokarczuka został utworzony dekanat krośnieński III, w którego skład weszły parafie z wydzielonego terytorium dekanatów:
- krośnieńskiego I (południowego) – Kopytowa, Łubienko, Łubno-Opace, Wrocanka, Zręcin
- krośnieńskiego II (północnego) – Głowienka, Łężany, Targowiska

## Parafie
- Głowienka – pw. św. Maksymiliana Kolbego (Franciszkanie Konwentualni)
- Kopytowa – pw. św. Maksymiliana Kolbego
- Krosno – pw. św. Piotra Apostoła i św. Jana z Dukli
- Łubienko – pw. św. Szymona i Judy Tadeusza
- Łubno-Opace – pw. Chrystusa Króla i Najświętszej Maryi Panny Królowej
  - Łajsce – kościół filialny pw. św. Józefa Sebastiana Pelczara
- Szczepańcowa – pw. św. Rafała Kalinowskiego
- Zręcin – pw. św. Stanisława Biskupa
- Żeglce – pw. Matki Bożej Częstochowskiej
  - Leśniówka – kościół filialny pw. św. Jana z Dukli

## Zgromadzenia zakonne
- Głowienka – Franciszkanie Konwentualni (1970)